# Теренкульское сельское поселение
Теренку́льское се́льское поселе́ние — муниципальное образование в Красноармейском районе Челябинской области Российской Федерации. В рамках административно-территориального устройства муниципальное образование  соответствует административно-территориальной единице Теренкульский сельсовет.
Административный центр — деревня Теренкуль.

## История
Статус и границы сельского поселения установлены Законом Челябинской области от 9 июля 2004 года № 243-ЗО «О статусе и границах Красноармейского муниципального района и сельских поселений в его составе»

## Население
| 2002 | 2010 | 2011 | 2012 | 2013 | 2014 | 2015 |
| ---- | ---- | ---- | ---- | ---- | ---- | ---- |
| 756  | ↘508 | ↗509 | ↘499 | ↗518 | ↘500 | ↘479 |
| 2016 | 2017 | 2018 | 2019 | 2020 | 2021 |      |
| ↘469 | ↘459 | ↘452 | ↘438 | ↘419 | ↗447 |      |

## Состав сельского поселения
| № | Населённый пункт | Тип населённого пункта          | Население |
| - | ---------------- | ------------------------------- | --------- |
| 1 | Саломатово       | деревня                         | ↘74       |
| 2 | Теренкуль        | деревня, административный центр | ↘434      |